# Riho
 (janvier 2020).
Si vous disposez d'ouvrages ou d'articles de référence ou si vous connaissez des sites web de qualité traitant du thème abordé ici, merci de compléter l'article en donnant les références utiles à sa vérifiabilité et en les liant à la section « Notes et références ».
Riho Hime (姫里穂, Hime Riho) (née le 4 juin 1997 à Shinagawa (Tokyo)) est une catcheuse (lutteuse professionnelle) japonaise. Elle travaille actuellement à la All Elite Wrestling et à la World Wonder Ring Stardom, sous le nom de Riho.

## Carrière de catcheuse

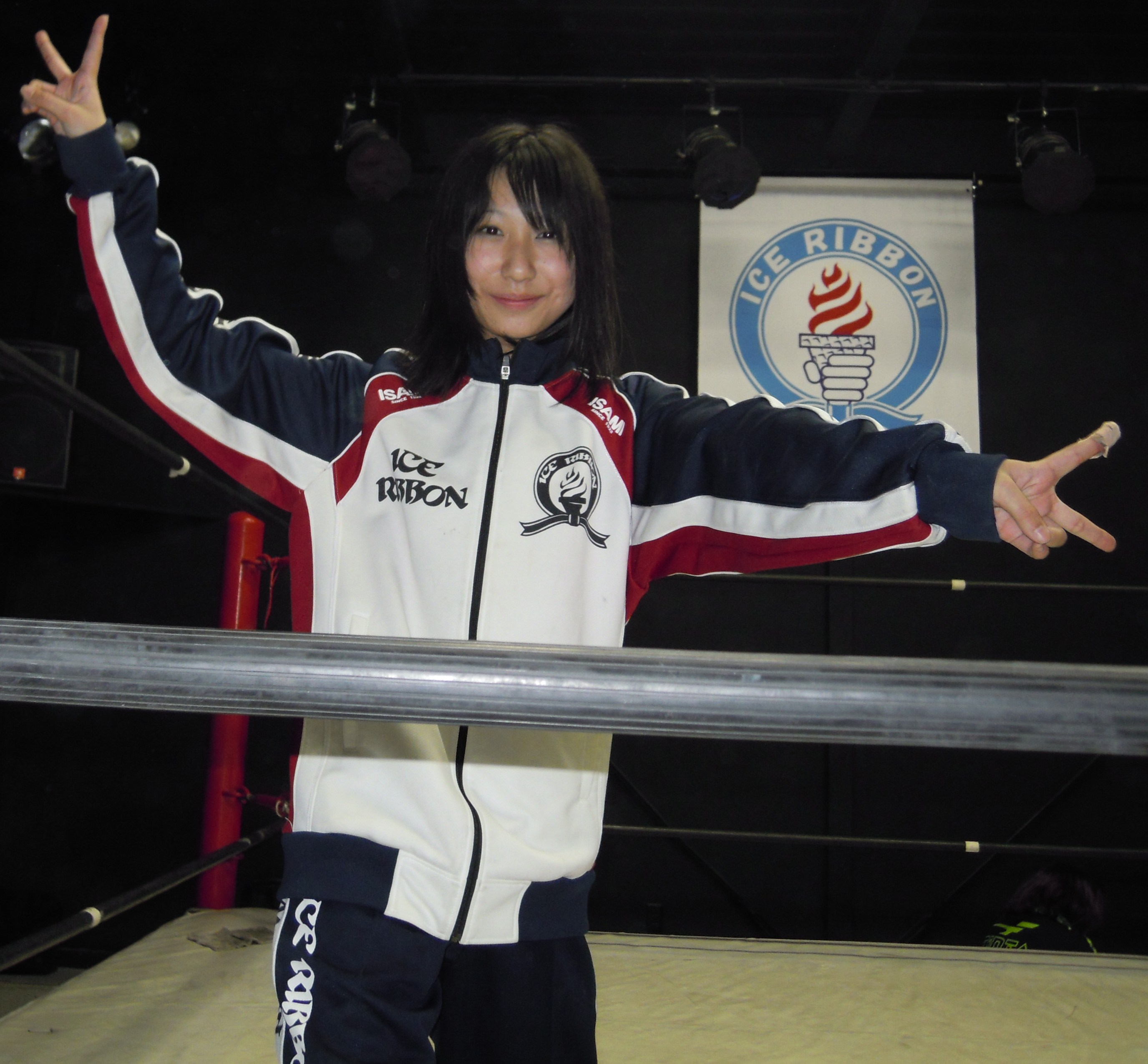
Riho.

### Débuts à la Ice Ribbon (2006-2012)
En 2006, elle commence à s'entraîner pour devenir catcheuse au dojo de la Ice Ribbon (en) auprès d'Emi Sakura (en).
En Octobre 2008 à l'âge de 11 ans, elle remporte son premier titre dans le monde du catch professionnel. Yuki Sato et elle remportent les titres féminins par équipe de Ribbon International en battant Chounko et Masako Takanashi. Elle fait ensuite partie du tournoi pour définir la première Icex60 Champion, mais est éliminée en demi-finale par Seina qui remportera ensuite la finale du tournoi et la ceinture. Retournant à la lutte par équipe, Sato et elle doivent néanmoins rendre les ceintures vacantes, après qu'elle s'est fracturée la jambe droite en Mars 2009. La suite de son année 2009 tournera autour d'une rivalité avec Chii Tomiya, jusqu'à ce que les deux deviennent partenaires. En novembre 2009, elle remporte par ailleurs le titre Triangle Ribbon en battant Nanae Takanashi et Tsukasa Fujimoto, devenant la championne inaugurale de cette ceinture. Le 22 mars 2010, elle perd face à Miyako Matsumoto, ne conservant pas son titre. 12 jours plus tard, elle retrouve son adversaire dans un match revanche, et devient la nouvelle championne Icex60 en la battant. 
Le 3 mai 2010, elle devient ensuite la plus jeune lutteuse à avoir fait un main-event d'un événement de catch au Korakuen Hall, quand elle défend et perd sa ceinture face à son ancienne entraîneuse, Emi Sakura. 
Le 6 février 2011, Makoto et elle atteignent la finale du tournoi par équipe Ike! Ike! Ima, Ike! Ribbon, mais ne remportent pas les titres internationaux féminins par équipe Ribbon, battues par Muscle Venus (Tsukasa Fujimoto et Hikaru Shida). Le 31 mars à Smash 15, elle fait ses débuts avec la fédération japonaise Smash, dans un match en équipe, où Hikari Minami, Tsukishi et elle battent Emi Sakura, Makoto et Mochi Miyagi dans un 6-Woman Tag Team Match.
En août, son alliance avec Makoto prend fin, car cette dernière annonce qu'elle quitte Ice Ribbon pour rejoindre Smash.
En septembre 2012 elle annonce qu'elle quittera la promotion, après le 23 septembre au Korakuen Hall, pour rejoindre son entraîneuse Emi Sakura qui avait quitté la promotion plus tôt dans l'année. Le 17 septembre, Tsukasa Fujimoto et elle battent Hiroyo Matsumoto et Hamuko Hoshi. Le 23 septembre, elle quitte définitivement l'aventure sur une défaite face à Aoi Kizuki.

### Gatoh Move Pro Wrestling (2012-2019)
Peu de temps après sa défaite, il est annoncé que Riho rejoignait Emi Sakura dans une compagnie basée à Bangkok en Thaïland, la Gatoh Move Pro Wrestling. Elle fait ses débuts pour la promotion le 7 octobre 2012 à Shinjiku dans la préfecture de Tokyo face à Emi Sakura dans un duel qui se termine par une égalité. Lors du match revanche elle perd néanmoins face à son ancienne entraîneuse. En janvier 2013, elle annonce prendre une pause vis-à-vis de la lutte pour passer ses examens. Elle ne revient que le 4 mai 2013 faisant équipe avec Antonio Honda pour battre Choun Shiryu et Hiroyo Matsumoto puis Emi Sakura et Hikaru Sato remportant le Go! Go! Green Curry Khob Khun Cup Mixed Tournament dès son retour. Elle fait ensuite ses débuts à la Wrestle-1 le 22 et 23 décembre affrontant par deux fois Emi Sakura pour une victoire chacune. Le 9 août 2014, Riho remporte le Gatonun Climax One-Day Tournament en battant une nouvelle fois Emi Sakura. Elle l'emporte encore une fois ensuite face à son ancienne entraîneuse se sacrant IWA Triple Crown Champion. Elle perd finalement la ceinture le 21 septembre face à DJ Nira après avoir défendu cinq fois sa ceinture. En suite juin 2016, elle réussit néanmoins à retrouver la ceinture principale de la fédération en battant Kaori Yoneyama avant de perdre la ceinture en novembre face à Makoto. En décembre 2016, elle fait équipe avec Kotori pour battre Aoi Kizuki et Sayaka Obihiro remportant pour la première fois les ceintures Asia Tag Team Dream Tag Team Championship, elles perdront ensuite les ceintures face à Emi Sakura et Masahiro Takanashi en mars 2017. Au mois de mai, elle fait ensuite ses débuts en Angleterre, prenant part à des shows de la EVE.
En septembre 2017, elle bat ensuite son ancienne partenaire Kotori pour devenir la championne inaugurale du Super Asia Championship. Elle fait son dernier match pour la compagnie le 2 juillet 2019 face à Emi Sakura, match qu'elle perd avant d'annoncer après le match qu'elle quitte la compagnie.

### All Elite Wrestling (2019-...)
Le 13 mai 2019, elle signe officiellement avec la All Elite Wrestling. Le 25 mai lors du show inaugural de la fédération : Double or Nothing, Hikaru Shida, Ryo Mizunami et elle battent Aja Kong, Emi Sakura et Yuka Sakazaki dans un 6-Women Tag Team Match. Le 29 juin à Fyter Fest, elle bat Nyla Rose et Yuka Sakazaki dans un Triple Threat match. Après le combat, sa compatriote et elle se font attaquer par la Samoane.
Le 13 juillet lors du pré-show à Fight for the Fallen, Dr Britt Baker D.M.D et elle perdent face à Bea Priestly et Shoko Nakajima. Le 31 août à All Out, elle bat Hikaru Shida et se donne l'opportunité d'affronter Nyla Rose dans un match qui désignera la première championne du monde de la AEW. 
Le 2 octobre lors du premier show hebdomadaire Dynamite, elle devient la première championne du monde de la AEW en battant Nyla Rose. Après le combat, son adversaire l'attaque. Le 9 novembre à Full Gear, elle conserve son titre en battant sa mentor, Emi Sakura.
Le 12 février 2020 à Dynamite, elle ne conserve pas son titre, battue par Nyla Rose, ce qui met fin à un règne de 133 jours.
Le 17 février 2021 à Dynamite, elle fait son retour, après un an d'absence à cause de la pandémie de Covid-19 aux États-Unis, et bat la championne de la NWA, Serena Deeb, dans un match sans enjeu.
Le 30 mai lors du pré-show à Double or Nothing, elle ne remporte pas le titre féminin de la NWA, battue par sa même adversaire par soumission.
Le 5 septembre à All Out, elle participe à la 21-Women Casino Battle Royal, mais se fait éliminer par Jamie Hayter. 
Le 24 novembre à Dynamite, il a finalement été découvert qu'elle n'a pas véritablement été éliminée par Jamie Hayter lors du 21-Women Casino Battle Royal à All Out, car elle est passée par-dessous la première corde, et non par-dessus la troisième corde, avant que ses pieds ne touchent le sol, selon les règles d'une bataille royale. Tony Schiavone annonce ensuite un match entre Dr Britt Baker D.M.D et elle à Rampage, et si elle gagne, elle aura droit à un match de championnat. Deux soirs plus tard à Rampage, elle bat la dentiste et devient aspirante n°1 au titre mondial féminin de la AEW.
Le 8 janvier 2022 à Battle of the Belts, elle ne remporte pas la ceinture, battue par sa même adversaire par soumission. Le 31 janvier, elle souffre d'une fracture de la clavicule droite et s'absente pendant 3 mois.
Le 6 mai à Rampage, elle fait son retour de blessure, participe au tournoi Owen Hart féminin et bat Yuka Sakazaki au premier tour. La semaine suivante à Rampage, elle perd face à Ruby Soho en quart de finale du tournoi.
Le 12 avril 2023 à Dynamite: Holiday Bash, Skye Blue et elle perdent face aux Outcasts (Ruby Soho et Toni Storm). Après le combat, les deux femmes se font attaquer par leurs adversaires et Saraya, mais reçoivent les aides de Jamie Hayter et Dr Britt Baker D.M.D.

### World Wonder Ring Stardom (2019-2020)
Le 10 août 2019 à Stardom X Stardom 2019, elle fait ses débuts à la World Wonder Ring Stardom et devient la nouvelle championne High Speed en battant Death Yama-san et Starlight Kid dans un 3-Way match, remportant le titre pour la première fois de sa carrière. 
Le 26 juillet 2020 à Stardom Cinderella Summer In Tokyo, elle ne conserve pas son titre, battue par AZM dans la même stipulation qui inclut également sa même adversaire, ce qui met fin à un règne de 351 jours.

## Palmarès
- All Elite Wrestling
  - 1 fois championne du monde de la AEW (première)
- DDT Pro Wrestling
  - 1 fois DDT Jiyugaoka Six-Person Tag Team Championship avec The Great Kojita et Mr#6
  - 2 fois DDT Six-Man Tag Team Championship avec Kenny Omega et Mr#6 (1) et The Great Kojita et Mr#6 (1)
  - 1 fois UWA World Trios Championship avec The Great Kojita et Mr#6
- Gatoh Move Pro Wrestling
  - 1 fois Asia Dream Tag Championship avec Kotori
  - 2 fois IWA Triple Crown Championship
  - 1 fois Super Asia Championship
  - Gatonun Climax 2014
  - Go! Go! Green Curry Khob Kun Cup 2013 avec Antonio Honda
  - Super Asia First Champion Tournament (2017)
- Singapore Pro Wrestling
  - 1 fois Queen of Asia Championship
- World Wonder Ring Stardom
  - 1 fois championne High Speed

## Récompenses des magazines
- Pro Wrestling Illustrated

| Année | 2019 | 2020 | 2021 | 2022        | 2023 |
| ----- | ---- | ---- | ---- | ----------- | ---- |
| Rang  | 43   | 8    | 141  | Non classée | 126  |